# Rhodesiella trispinosa
Rhodesiella trispinosa är en tvåvingeart som beskrevs av Cherian 2002. Rhodesiella trispinosa ingår i släktet Rhodesiella och familjen fritflugor.
Artens utbredningsområde är Meghalaya (Indien). Inga underarter finns listade i Catalogue of Life.